# Riso alla pilota
Il riso alla pilota, o riso alla pilotta, è un piatto tipico della cucina mantovana, in particolare della sinistra Mincio della provincia virgiliana. 

## Descrizione
Si cuoce il riso in acqua bollente. A parte si fa soffriggere nel burro il pesto (pestume) di maiale e quando il riso è cotto si aggiunge il condimento, mescolando il tutto col formaggio grana.
Il nome “pilota” deriva dal nome dell'addetto alla "pila", una sorta di mortaio in cui avviene la sbucciatura e la pulitura del riso.
La particolare cottura "alla pilota" permetteva infatti al pilotta, ovvero il bracciante addetto alla pilatura del riso, di non perdere tempo per controllare l'andamento della cottura e di poter continuare nel suo lavoro.
Del piatto esiste anche la variante, detta col puntèl, per la presenza sopra il riso di una braciola, di una costina o di una salsiccia di maiale, cotta alla brace, che forma con il riso un piatto unico.
Il Riso alla Pilota di Castel d'Ario, tipico del territorio di Castel d'Ario, in provincia di Mantova ha acquisito lo stato di "De.C.O." (Denominazione comunale d'origine). Esiste anche una variante riferibile al comune di Villimpenta, che è stata certificata presso un notaio di Mantova, con il deposito di una Ricetta del risotto alla Villimpentese, che prescrive ingredienti e tempi di cottura.